# Atelier Meruru: The Apprentice of Arland
Atelier Meruru: The Apprentice of Arland, in Giappone Memeru no atelier: Arland no renkinjutsushi 3 (メルルのアトリエ～アーランドの錬金術士3～?), è un videogioco di ruolo giapponese sviluppato e pubblicato dalla Gust. È stato reso disponibile per PlayStation 3 il 3 giugno 2011 in Giappone. Atelier Meruru è il tredicesimo capitolo della serie di videogiochi Atelier, ed è il terzo della saga di Arland, quindi sequel diretto di Atelier Rorona: Alchemist of Arland e Atelier Totori: Alchemist of Arland 2. È uscito fuori produzione dopo appena un mese dalla prima stampa per via di un errore nelle indicazioni dell'età. Infatti inizialmente riportava l'indicazione CERO A, e solo nelle ristampe successive si è corretto in B.